# Lockheed XP-58 Chain Lightning
El Lockheed XP-58 Chain Lightning fue un caza de largo alcance estadounidense desarrollado durante la Segunda Guerra Mundial. Aunque derivado del exitoso P-38 Lightning, el XP-58 estaba plagado de problemas técnicos en sus motores que finalmente condujeron a la cancelación del proyecto.

## Diseño y desarrollo
El XP-58 fue una iniciativa financiada por la Lockheed Aircraft Company, para desarrollar un Lightning mejorado como caza de largo alcance, tras el anuncio del Cuerpo Aéreo del Ejército estadounidense de la venta del Lightning al Reino Unido, el 20 de abril de 1940. Inicialmente, se formularon dos diseños, usando ambos motores Continental IV-1430. Uno sería un avión monoplaza con un cañón de 20 mm y cuatro ametralladoras de 12,7 mm. El segundo sería un avión biplaza con la adición de un arma flexible de 12,7 mm al final de cada botalón de cola.
En julio de 1940, Lockheed decidió cambiar a motores Pratt & Whitney XH-2600, ya que el avión estaría falto de potencia con los motores Continental, teniendo dos asientos y siendo designado XP-58. Sin embargo, Lockheed pronto se dio cuenta de que el desarrollo del motor XH-2600 estaba acabado. Después de considerar las alternativas motoras, el diseño fue cambiado para usar dos motores Wright R-2160 Tornado, también se produjo un cambio del armamento trasero a dos torretas, una por encima y la otra por debajo del fuselaje, conteniendo cada torreta dos ametralladoras de 12,7 mm. Como se añadió equipo de soporte para los dos tripulantes, el peso estimado del XP-58 creció hasta los 15 527 kg, hacia agosto de 1941.
En marzo de 1942, las USAAF emitieron una orden por un segundo XP-58 que incorporaría depósitos de combustible aumentados para obtener un alcance de 4800 km. Las Fuerzas Aéreas dudaban acerca de la misión y armamento del avión, y en septiembre del mismo año, se tomó la decisión de convertir el avión para que realizase tareas de ataque a baja altura, armado con un cañón automático M5 de 75 mm. Ya había aviones adecuados disponibles para esta misión, con el Douglas A-26 Invader y el Beechcraft XA-38 Grizzly bajo desarrollo. Como resultado, el segundo XP-58 fue cancelado y la misión del diseño volvió a la de caza a gran altura, usando un cañón de gran calibre disparando proyectiles de alto explosivo para romper las formaciones de bombarderos.
El cañón automático M4 de 37 mm fue seleccionado inicialmente para su uso en un montaje cuádruple en el morro, pero la trayectoria de los proyectiles de 37 mm caía más que el resto de municiones, limitando su alcance efectivo. Se probó un morro articulado hidráulicamente que podía doblarse para corregir este problema, pero fue rechazado por ser demasiado complejo. Más tarde, se probó un cañón automático M5 de 75 mm emparejado con dos ametralladoras de 12,7 mm, demostrándose mucho más exitoso.

### Pruebas
En febrero de 1943 fue necesario el uso de otro motor, el Allison V-3420, debido al pobre progreso con el desarrollo del motor Tornado. Con este cambio, el segundo XP-58 fue resucitado. El XP-58 voló finalmente el 6 de junio de 1944, pero los trabajos de pruebas de vuelo en el mismo pasaron a un segundo plano debido a otros desarrollos de mayor prioridad. Finalmente, se completaron 25 vuelos de pruebas. Más tarde, el XP-58 fue volado a Wright Field para realizar pruebas de aceptación por las USAAF, aunque los turbo-sobrealimentadores estuvieran sufriendo incendios y una serie de sistemas no estuvieran instalados, incluyendo la provisión de la presurización de cabina y el armamento con su equipo de control de fuego. Aunque el prototipo llegó a Wright Field el 22 de octubre de 1944, el avión era un quebradero de cabeza en mantenimiento y no se realizaron más pruebas. La construcción del segundo prototipo fue abandonada.

## Operadores
Estados Unidos
- Fuerzas Aéreas del Ejército de los Estados Unidos

## Especificaciones (XP-58)

### Características generales
- Tripulación: Dos (piloto y artillero)
- Longitud: 15,1 m (49,4 ft)
- Envergadura: 21,3 m (70 ft)
- Altura: 4,9 m (16 ft)
- Superficie alar: 55,7 m² (599,6 ft²)
- Peso vacío: 14 344 kg (31 614,2 lb)
- Peso máximo al despegue: 17 777 kg (39 180,5 lb)
- Planta motriz: 2× motor lineal de 24 cilindros y refrigerado por líquido Allison V-3420.
  - Potencia: 2238 kW (3086 HP; 3043 CV) cada uno.

### Rendimiento
- Velocidad máxima operativa (Vno): 702 km/h (436 MPH; 379 kt) a 7620 m
- Velocidad crucero (Vc): 455 km/h (283 MPH; 246 kt)
- Alcance: 4265 km (2303 nmi; 2650 mi)
- Techo de vuelo: 11 645 m (38 205 ft)
- Régimen de ascenso: 13,1 m/s (2579 ft/min)

### Armamento
- Armas de proyectiles: 

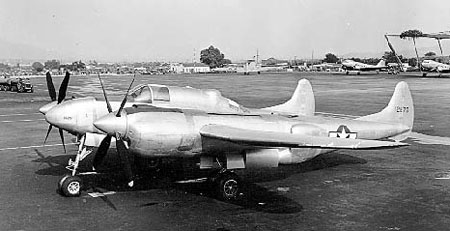
Vista lateral del Lockheed XP-58 Chain Lightning.

  - (Propuesto) 4x Cañón M4 de 37 mm o 1x Cañón M5 y 2x Browning M2 de 12,7 mm en morro intercambiable
  - (Propuesto) 4x Browning M2 de 12,7 mm en dos torretas flexibles por control remoto en la parte trasera

## Aeronaves relacionadas

### Desarrollos relacionados
- P-38 Lightning

### Aeronaves similares
- Northrop P-61 Black Widow
- Bristol Beaufighter

### Secuencias de designación
- Secuencia P-_ (Cazas (Pursuit) del USAAC/USAAF/USAF, 1924-1962): ← XP-55 - XP-56 - XP-57 - XP-58 - P-59 - P-60 - P-61/C →